# Lives
Lives è un singolo del gruppo musicale statunitense Daron Malakian and Scars on Broadway, pubblicato il 23 aprile 2018 come unico estratto dal secondo album in studio Dictator.

## Descrizione
Traccia d'apertura dell'album, il brano rappresenta il ritorno ufficiale del gruppo dopo oltre sei anni di inattività, nonché il primo pubblicato a distanza di otto anni da Fucking. Come spiegato da Daron Malakian, Lives (al pari dei restanti brani dell'album) era già stato registrato nel 2012 ma a causa degli impegni dal vivo con i System of a Down non ha mai avuto occasione di pubblicarlo.

Il testo del brano, come spiegato dal musicista, è un omaggio ai sopravvissuti del genocidio armeno e dei loro discendenti:

## Video musicale
Il video, reso disponibile in concomitanza con il lancio del singolo, è stato diretto da Hayk Kharikyan e Mikael Sharafyan.

## Tracce
1. Lives – 4:05

## Formazione
- Daron Malakian – voce, strumentazione, produzione
- Ryan Williams – ingegneria del suono, missaggio